# Il Contemporaneo
Il Contemporaneo nasce il 27 marzo 1954 come rivista settimanale politico - letteraria d'ispirazione marxista a Roma sotto la direzione iniziale di Romano Bilenchi, di Carlo Salinari e Antonello Trombadori. Nel marzo del 1958 il comitato direttivo, formato da Renato Guttuso, Carlo Melograni, Velso Mucci, Carlo Salinari, Albe Steiner, Antonello Trombadori e Glauco Viazzi trasforma la rivista in mensile e nel 1965 si affianca alla rivista "Rinascita" della quale diventerà supplemento mensile.

## Storia
"Il Contemporaneo" si prefigge il compito di intervenire con gli strumenti della cultura marxista, nei campi della produzione letteraria, del cinema, delle arti figurative e del teatro. Si rivolge a un pubblico medio e vuole approfondire secondo angolazioni marxiste e antiprovinciali, come afferma nella "Presentazione" apparsa sul n.1 del marzo 1954, il "passaggio dal neorealismo al realismo":
"Il problema primo è di tener conto della presenza delle forze nuove che partecipano alla storia e concorrono in modo decisivo a formarla. Il secondo problema è che nel prendere coscienza storica di ciò, ci si rende conto con serietà del difficile compito che ci attende (...).

Nel campo artistico e letterario l'esigenza di tener fede all'impegno morale e conoscitivo è stato espresso da quello che si suole definire neorealismo. E già significa affrontare un problema l'usare una parola come realismo che è (...) applicabile con maggior fondamento ad antiche e moderne testimonianze dell'arte, del pensiero, della cultura in genere. A questa tradizione sarà doveroso richiamarci, operando un confronto e ricordandone l'interruzione che non fu casuale, ma collegata al processo involutivo della società italiana".
Venivano in questo modo indicate le linee di tendenza dell'intervento ideologico della cultura marxista italiana di impronta umanistico-storicistico alle quali la rivista resterà sempre fedele.
Appariranno sulle pagine del periodico alcune delle più note polemiche culturali dell'epoca, da quelle sulle avanguardie storiche del Novecento, a quelle sul neorealismo e realismo, sugli intellettuali e sul '56.
Con la trasformazione della rivista in supplemento, nel 1965, sotto la direzione di Michele Rago, si assiste ad un cambiamento: il mensile diventa più monografico e dedica i suoi fascicoli a problemi letterari, culturali, scientifici, sindacali e politici.
Dopo le elezioni del '74 e del '75, il "Contemporaneo" affronta, parallelamente a Rinascita, i problemi che il nuovo ruolo del PCI poneva. Anche negli anni '80 il periodico mantiene la sua impostazione caratteristica e affronta in fascicoli monografici alcuni dei temi di maggiore attualità, come il rapporto fra democrazia e socialismo, la questione giovanile, i legami Europa-USA, i problemi della ricostruzione dopo il terremoto dell'Irpinia del 1980.
Nel 1989, con la sospensione delle pubblicazioni di «Rinascita», si chiude anche la stagione del «Contemporaneo».